# Rostpilze

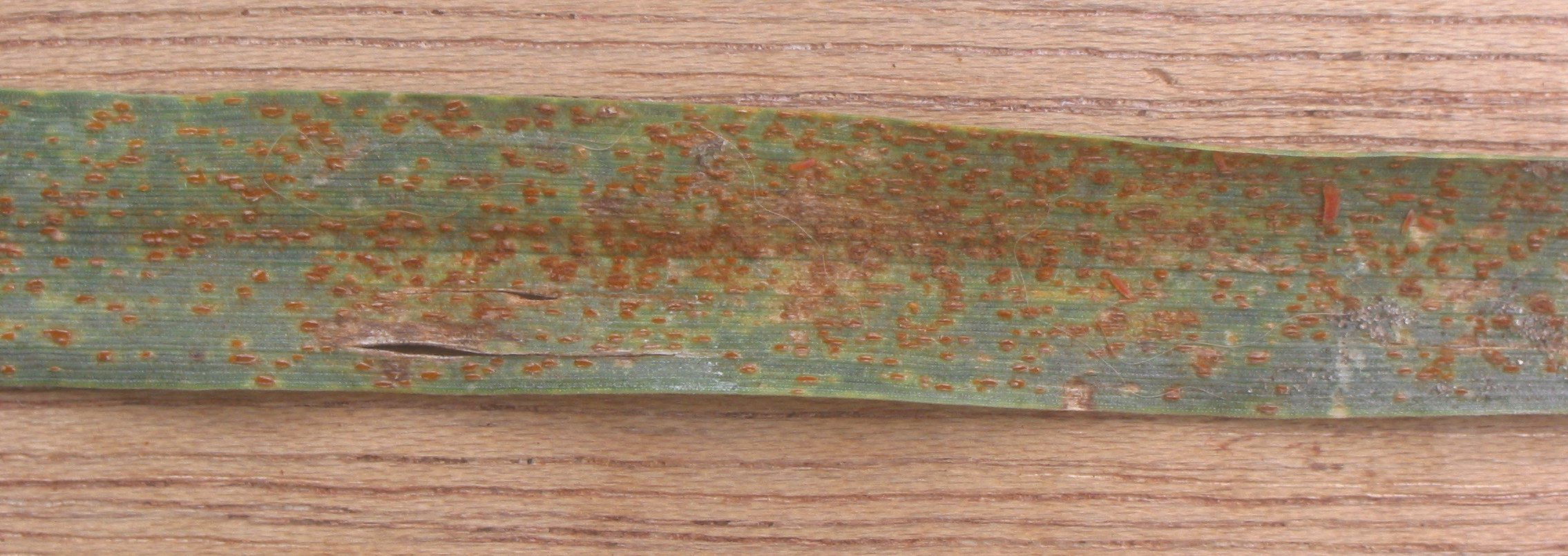
Weizenbraunrost (Puccinia recondita f.sp. tritici)

Die Rostpilze oder Rostpilzartigen (Pucciniales, Syn. Uredinales) sind eine Ordnung der Ständerpilze (Basidiomycota). Sie sind Pflanzenparasiten und befallen vorwiegend Sprossachsen und Blätter. Sie haben einen komplexen Lebenszyklus, der häufig auch Wirtswechsel einschließt. Etliche Vertreter sind von wirtschaftlicher Bedeutung, da sie Nutzpflanzen befallen.

## Merkmale und Ökologie
Die Rostpilzartigen leben parasitisch vorwiegend im Apoplast, dem Interzellularraum von Pflanzengeweben. Sie töten das Gewebe dabei nicht ab. Mit Hilfe eines Haustoriums dringen sie in die Wirtszelle ein. Sie bilden ein Myzel, das nur in seltenen Fällen die ganze Wirtspflanze befällt (etwa Uromyces pisi), sondern meist auf das Gebiet um die Infektionsstelle beschränkt bleibt. An den dikaryotischen Hyphen werden keine Schnallen gebildet. Als Geschlechtsorgane bilden sie Spermatien und Empfängnishyphen, die Septalporen sind einfach und sie bilden ausgeprägte Nebenfruchtformen, alles Merkmale, die sie eher mit den Schlauchpilzen als mit den Ständerpilzen verbindet, zu denen sie jedoch gehören. Die Rostpilzartigen bilden mit nur wenigen Ausnahmen keine auffälligen Fruchtkörper. Dies gilt als Anpassung an die Lebensweise auf den meist kurzlebigen krautigen Organen ihrer Wirtspflanzen.
Die Rostpilzartigen bilden eine große Vielfalt an Sporen, der vollständige Entwicklungszyklus umfasst fünf Sporenarten. Die Abfolge der Sporen ist mit Kernphasenwechsel und häufig auch mit Wirtswechsel verbunden. Der vollständige Zyklus kann unterschiedlich stark reduziert sein.

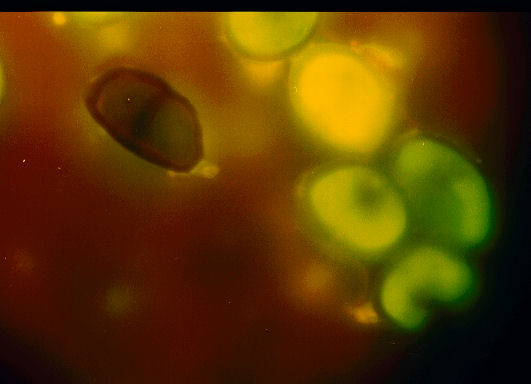
Uredo- und Teleutosporen von Puccinia vincae

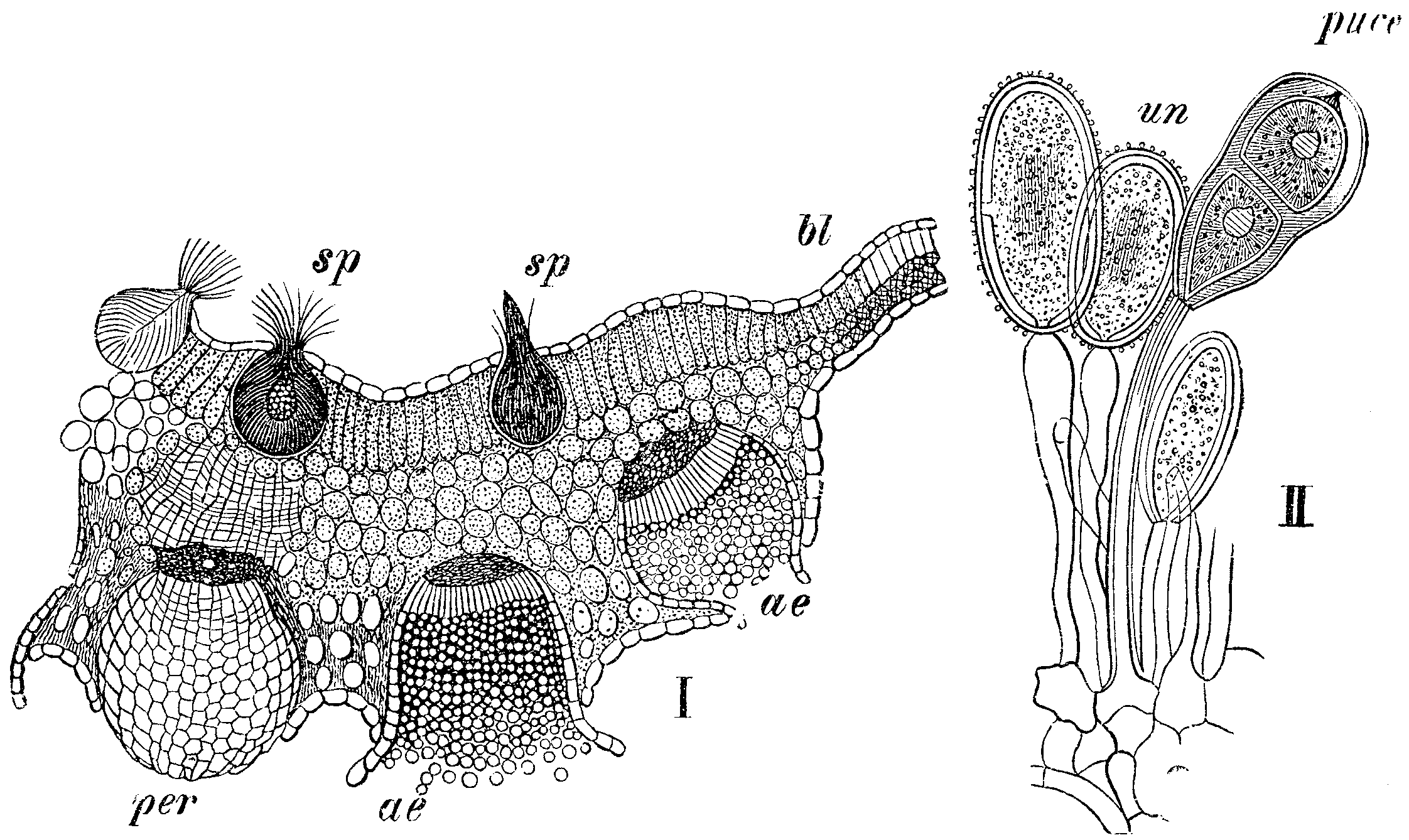
Links: Querschnitt durch Berberitzenblatt mit Puccinia graminis: Spermogonien (sp) und Aecien (ae). rechts: Uredosporen und eine zweizellige Teliospore.

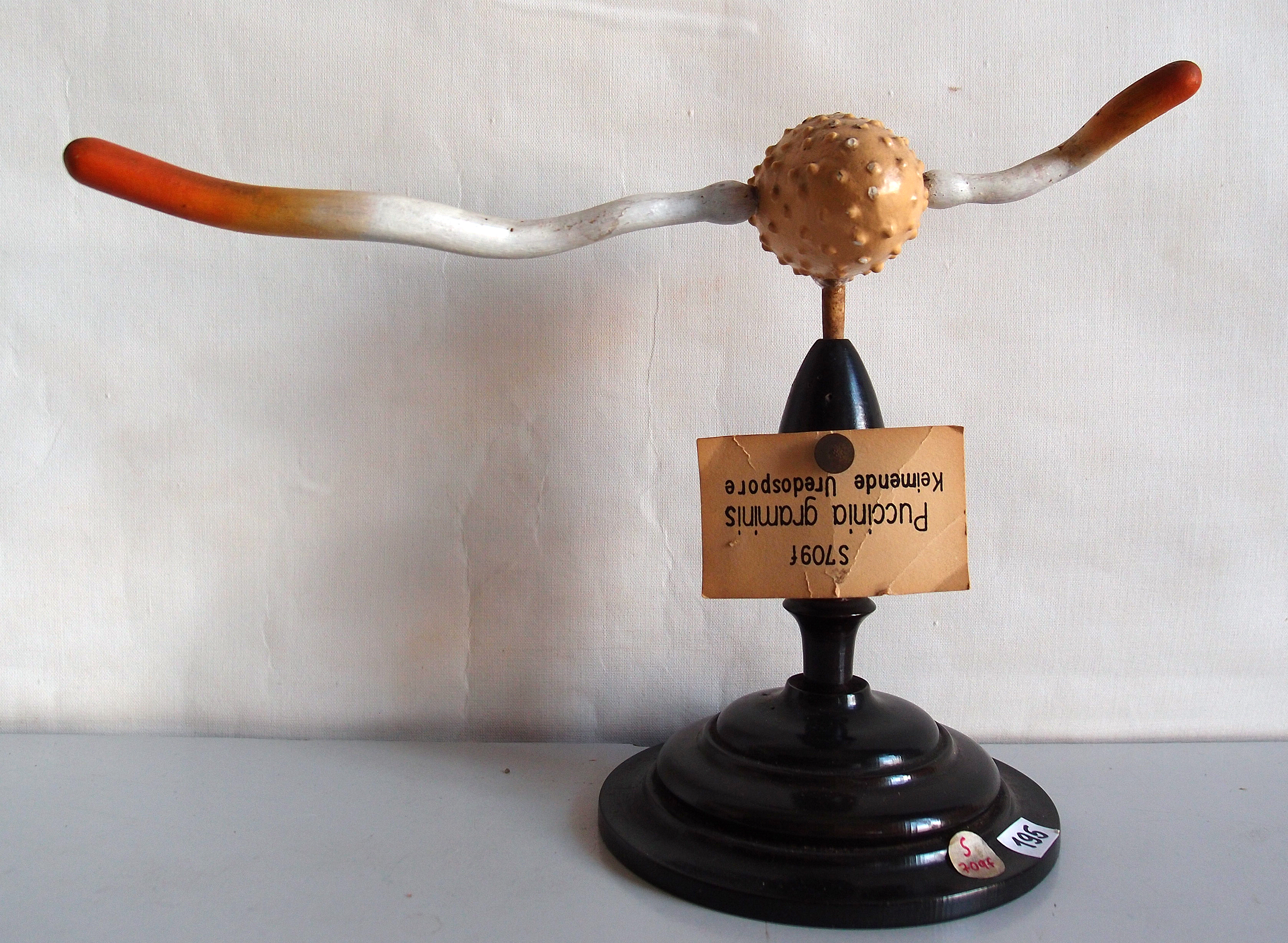
Modell einer Spore von Puccinia graminis, Botanisches Museum Greifswald

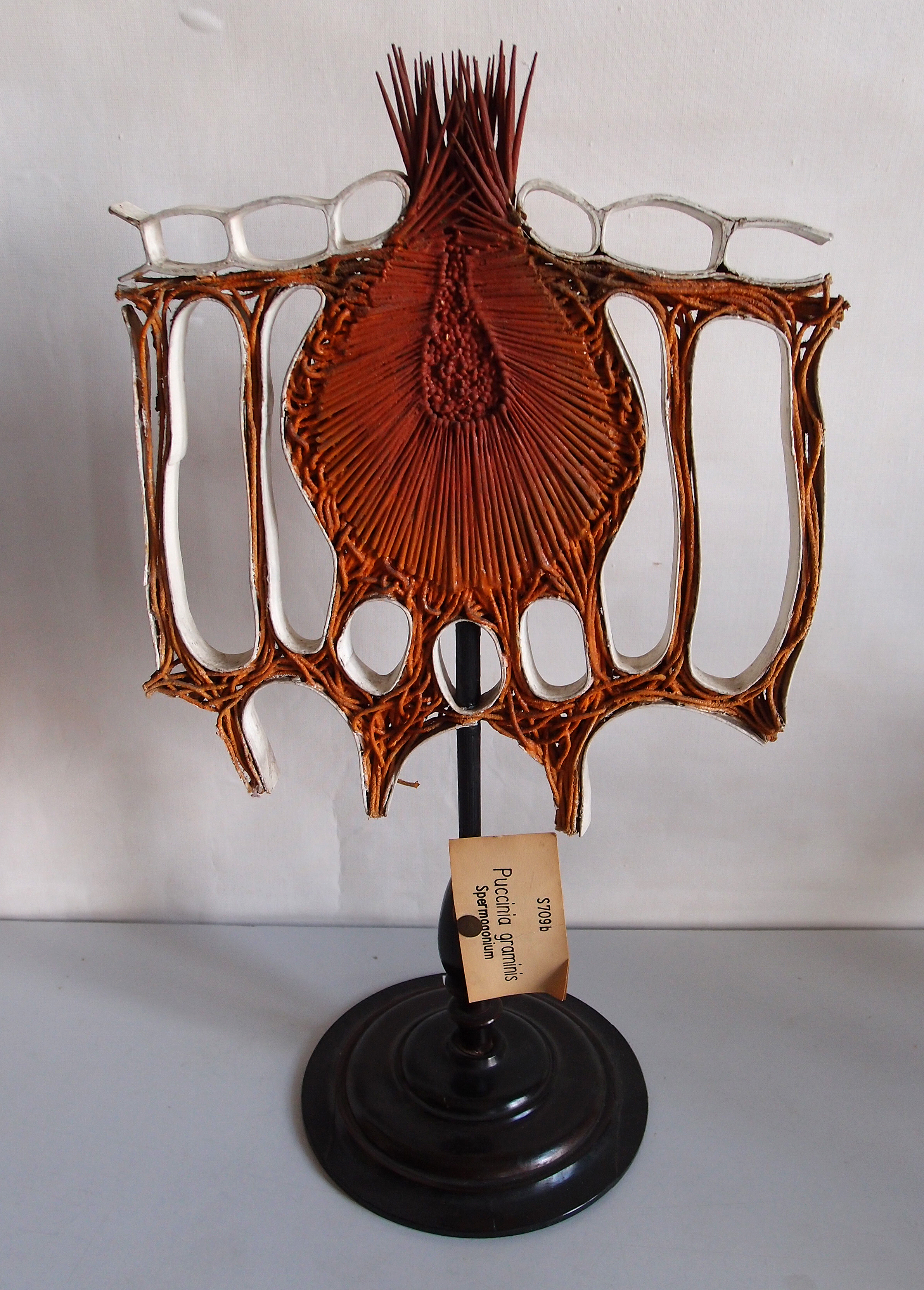
Querschnitt durch ein Rostlager, Modell von Puccinia graminis, Botanisches Museum Greifswald

Ein vollständiger Zyklus kommt beim Getreiderost (Puccinia graminis) vor:
1. Die haploiden Basidiosporen keimen im Frühjahr auf den Blättern des ersten Wirtes aus (hier Berberitze). Es bildet sich ein parasitierendes Myzel, die Zellen sind einkernig (haploid). Jedes dieser Myzelien bildet zwei verschiedene Strukturen: Knapp unter der oberen Blattepidermis des Wirts bilden sie Spermogonien, diese bilden die Geschlechtskerne. An der Blattunterseite bilden sie Aecidienanlagen. Die hier gebildeten Basalzellen nehmen die Geschlechtskerne auf und bilden so das paarkernige Dikaryon. Spermogonien und Aecidienanlagen werden am gleichen Myzel gebildet, eine Selbstbefruchtung wird aber durch Selbstinkompatibilität verhindert: Die Basidiosporen und somit auch die daraus entstehenden Myzele sind bipolar, es gibt (+)- und (−)-Hyphen.
2. Die Basalzelle kann auf zwei Wegen ihren zweiten Kern erhalten: Aus dem Spermogonium werden nach dem Durchbrechen der Pflanzenepidermis einkernige Spermatien freigesetzt, die ihren Kern auf eine Empfängnishyphe übertragen. Empfängnishyphen sind querwandlose Hyphen, die über die Blattoberfläche hinausreichen. Gelangt ein Spermatium auf eine Empfängnishyphe, verschmelzen die Zellen und der Spermatienkern wandert durch die Hyphe zur Basalzelle und begründet hier das Paarkernstadium. Die Übertragung der Spermatien wird dadurch gefördert, dass die Spermogonien häufig Nektar absondern und daher von Insekten besucht werden, die die Spermatien auch auf andere Pflanzen übertragen. Der zweite Weg ist die Übertragung des Kerns durch Somatogamie, der nicht beim Getreiderost, aber bei anderen Rosten vorkommt: hier verschmelzen zwei normale Hyphen, eine (+) eine (−), miteinander. Aus der nun zweikernigen Basalzelle bildet sich ein Aecidium, das die Blattunterseite durchbricht und in vielen Ketten dikaryotische Aecidiosporen bildet.
3. Die Aecidiosporen besitzen eine andere Kernphase: sie sind haploid-dikaryotisch. Sie können nur auf bestimmten Wirtsarten keimen, im Falle des Getreiderosts Getreide und andere Süßgräser. Sie bilden einen Keimschlauch, der durch eine Spaltöffnung in den Wirt eindringt und hier interzellulär wächst, jedoch lokal begrenzt bleibt. Das Myzel ist paarkernig, aber schnallenlos.
4. Dieses Myzel bildet in großer Zahl ungeschlechtliche Sporen: Konidien, hier Uredosporen genannt. Sie werden in rostfarbenen Lagern, den sogenannten Uredien, gebildet, die die Blattoberfläche durchbrechen. Die Uredosporen sind die sogenannten Sommersporen und sorgen unter geeigneten Bedingungen für eine massenhafte Verbreitung des Rostpilzartigen: auf einer Pflanze können Millionen Sporen gebildet werden. Aus den Uredosporen entsteht wieder ein haploid-dikaryotisches Myzel.
5. Im Herbst werden in den Uredosporenlagern oder in eigenen Lagern, den Telien, die Überwinterungsformen gebildet, die Teleutosporen. Sie sind zweizellig, haben eine dicke Zellwand und sind gegen Kälte und Trockenheit widerstandsfähig. In ihnen erfolgt die Kernpaarung (Karyogamie), es entstehen zwei diploide Zellen, die Probasidien. Im Frühjahr keimen sie aus, vollführen eine Meiose und bilden eine schlauchförmige Basidie: zwischen die jeweils vier Kerne werden Zellwände eingezogen, aus jeder Zelle bildet sich eine Basidiospore, in die der Zellkern einwandert und dann abgeschleudert wird. Wenn eine Basidiospore auf dem richtigen Wirt landet, beginnt der Zyklus von neuem.

## Bedeutung
Die Rostpilzartigen können an Nutzpflanzen wirtschaftlich bedeutenden Schaden anrichten. Getreideernten können bei Befall um bis zu 25 % geringer ausfallen. Der Getreideschwarzrost (Puccinia graminis) ist weltweit verbreitet, richtet aber besonders in wärmeren Ländern Schaden an. Der Gelbrost (Puccinia striiformis) ist in Mitteleuropa besonders für Weizen bedeutsam. Neben Getreide werden verschiedenste Nutzpflanzen wie Spargel, Karotte, Zwiebel von Puccinia-Arten, Erbse, Bohne und Rüben von Uromyces-Arten befallen. Melampsora lini befällt den Gemeinen Lein. Melampsorella caryophyllacearum verursacht Hexenbesen und Krebs an Weißtannen.
Eine Bekämpfung der Zwischenwirte ist meist nicht erfolgreich, da meist auch die Uredosporen überwintern können oder die Wintersaat bereits im Herbst befallen. Uredosporen können zudem über sehr große Entfernungen, selbst über die Alpen hinweg, vom Wind ausgebreitet werden. Resistenzzüchtungen sind aufgrund der großen Zahl von physiologischen Rassen bei den Rostpilzartigen sehr schwierig.

## Systematik
Die Schwestergruppe der Rostpilzartigen sind wahrscheinlich die Platygloeales.
Die Ordnung besteht aus 13 Familien mit rund 115 Gattungen und 7000 Arten.
Folgende Familien gehören zur Ordnung (mit einer Auswahl an Gattungen und Arten):
- Araucariomycetaceae
- Coleosporiaceae
  - Coleosporium
    - Kiefernnadelrost (Coleosporium tussilaginis)

  - Cronartium
    - Cronartium flaccidum (ein Auslöser des Kienzopfs)
    - Strobenrost oder Weymouthkieferblasenrost (Cronartium ribicola)
    - Endocronartium pini (ein Auslöser des Kienzopf)
- Crossopsoraceae
- Endoraeciaceae
- Gymnosporangiaceae
  - Gymnosporangium
    - Birnengitterrost (Gymnosporangium sabinae)
- Hyalopsoraceae
- Melampsoraceae
  - Melampsora
    - Leinrost (Melampsora lini)
    - Kieferndrehrost (Melampsora populnea)
- Milesinaceae
- Neophysopellaceae
- Nothopucciniastraceae
- Nyssopsoraceae
  - Nyssopsora
    - Nyssopsora echinata
- Ochropsoraceae
  - Ochropsora
    - Ochropsora ariae
- Phakopsoraceae
- Phragmidiaceae
- Pileolariaceae
- Pucciniaceae
  - Puccinia
    - Pflaumenrost (Puccinia discolor)
    - Getreiderost (Puccinia graminis)
    - Malvenrost (Puccinia malvacearum)
    - Puccinia millegranae
    - Puccinia recondita
    - Maisrost (Puccinia sorghi, Syn. P. maydis)
    - Gelbrost (Puccinia striiformis)
    - Braunrost des Weizens (Puccinia triticina)
    - Brennnessel-Rostpilz (Puccinia urticata)

  - Uromyces
    - Uromyces pisi
- Pucciniastraceae
  - Melampsorella
    - Tannenkrebs (Melampsorella caryophyllacearum)

  - Pucciniastrum
  - Pucciniastrum
    - Tannennadelrost, Fuchsienrost (Pucciniastrum epilobii)
- Raveneliaceae
- Rogerpetersoniaceae
- Skierkaceae
- Sphaerophragmiaceae
- Thekopsoraceae
  - Thekopsora
    - Fichtenzapfenrost (Thekopsora areolata)
- Tranzscheliaceae
- Uncolaceae
- Uromycladiaceae
- Zaghouaniaceae
  - Hemileia
    - Kaffeerost (Hemileia vastatrix)

- Unsichere Stellung
  - Aecidium
    - Aecidium ampliatum
    - Aecidium archibaccharidis
    - Aecidium batesii
    - Aecidium borrichiae
    - Aecidium columbiense
    - Aecidium dahliae
    - Aecidium dahliae-maxonii
    - Aecidium hualtatinum
    - Aecidium ivae
    - Aecidium keerliae
    - Aecidium liabi
    - Aecidium mesadeniae
    - Aecidium mikaniae
    - Aecidium pereziae
    - Aecidium praecipuum
    - Aecidium steviicola
    - Aecidium wedeliae-hispidae